# George Knobel
George Knobel (Roosendaal, 10 dicembre 1922 – Roosendaal, 5 maggio 2012) è stato un allenatore di calcio olandese.
Ha guidato la Nazionale di calcio dei Paesi Bassi dal 1974 al 1976, giungendo al terzo posto nel Campionato Europeo del 1976. È stato inoltre alla guida dell'Ajax per una stagione (1973-1974), con il quale si è aggiudicato l'edizione inaugurale della Supercoppa Europea.
A lungo affetto dalla malattia di Alzheimer, è scomparso nel 2012 all'età di 89 anni.

## Palmarès

### Club

#### Competizioni nazionali
- Coppa del Belgio: 1

Beerschot: 1978-1979

#### Competizioni internazionali
- Supercoppa UEFA: 1

Ajax: 1973